# Martha Argerich

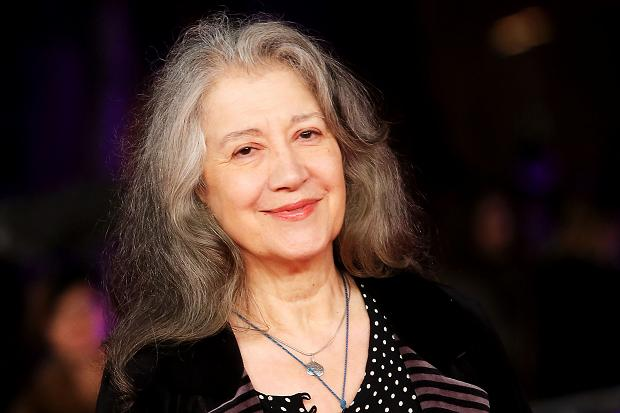
Martha Argerich, 2015.

Martha Argerich (n. 5 iunie 1941, Buenos Aires, Argentina) este o pianistă concertistă din Argentina.

## Cariera muzicală
Figură precoce remarcantă, Martha Argerich începe studiul pianului la 3 ani, ca la 5 ani să continue studiul cu unul din cele mai sonore nume argentiniene ale pianisticii locale - Vincenzo Scaramuzza. La 9 ani prezintă Concertul nr. 1 pentru pian și orchestră de L. van Beethoven, iar la 10 ani interpretează Concertul nr. 20 de W. Amadeus Mozart.
Anul 1955 aduce o strămutare pe pământul european unde continuă studiul muzicii cu Friedrich Gulda în Austria.
Ultimii profesori de pian ai Marthei sunt Arturo Benedetti Michelangeli și Stefan Askenase, cu care studiază până la vârsta de 20 de ani.
În 1965 câștigă International Frederick Chopin Piano Competition, la 24 de ani.
În 1966 debutează și în SUA la Lincoln Center, unde se remarcă printr-un repertoriu pretențios incluzând, de exemplu, Sonata nr. 3 și Poloneza op. 53, ambele de F. Chopin.
Iese în evidență prin tehnica ei uluitoare, făcându-se reale comparații chiar cu Vladimir Horowitz. Cu primul album difuzat pe piața muzicală încă de la 19 ani, conținând piese ca Tocatta de Prokofiev sau Rapsodia a 6-a de F. Liszt, se remarcă și prin dinamismul ritmic și sunetul unic, concentrat.
După 1985 se concentrează pe activitatea de  concert cu repertorii care cuprind în speță concerte pentru pian și muzică de cameră. Drept parteneri i-a avut, printre alții, pe Lilya Zilberstein (pian), Nelson Freire (pian), Alexandre Rabinovitch (pian), Mischa Maisky (violoncel), Gidon Kremer (vioară), iar printre piesele interpretate pot fi numite Concertul de pian nr. 3 de Rachmaninov, Concertele pentru pian nr. 1 și 3 de Prokofiev, Concertul nr. 1 pentru pian de P. I. Ceaikovski.
Începând din 1999 organizează în Buenos Aires concursul muzical pentru tinerele talente din întreaga lume International Piano Competition and Festival Martha Argerich. Sprijină tinerele talente printr-un șir de proiecte suplimentare, iar deseori chiar concertează împreună cu cei mai talentați dintre ei.

## Premii și onoruri
- Grammy Award pentru cel mai bun solist instrumental și cea mai bună interpretare cu orchestra: Claudio Abbado (dirijor), Martha Argerich și orchestra de cameră "Mahler" pentru Beethoven: Concertele pentru pian nr. 2 și 3 (2006)
- Ordinul Rising Sun, Gold Rays cu Rosette (2005, Japonia)
- Premiul Imperial (2005, Japonia)
- Grammy Award pentru cea mai bună interpretare în muzica camerală: Martha Argerich si Mikhail Pletnev pentru Prokofiev (aranjamant de Pletnev): "Cinderella" - suită pentru două piane; Ravel: Ma Mère L'Oye (2005)
- Grammy Award pentru cea mai bună interpretare solistică cu orchestra Charles Dutoit (dirijor), Martha Argerich cu Montreal Symphony Orchestra pentru Prokofiev: Concertele de pian nr. 1 și 3; Bartók: Concertul de pian nr. 3 (2000)
- International Frederick Chopin Piano Competition: Premiul 1 (1965, Varșovia)
- Ferruccio Busoni International Piano Competition: Premiul 1 (1957, Bolzano)
- Geneva International Music Competition: Premiul 1 (1957, Geneva)